# Барилли, Бруно
Бруно Барилли (итал. Bruno Barilli; 14 декабря 1880, Фано — 15 апреля 1952, Рим) — итальянский писатель
, композитор, музыкальный критик, журналист. Отец сербской художницы Милены Павлович-Барили.

## Биография
Окончил Пармскую консерваторию. В 1901 году продолжил учёбу в Мюнхене под руководством Феликса Мотля, Виктора Глута и Людвига Тюйе (композиция).
В 1912—1915 годах писал репортажи для газет «Tribuna», «Corriere della Sera» и «Resto del carlino» о Балканских войнах. Тогда же создал несколько опер: «Медуза» на либретто О. Шанцера (Medusa, 1914) и «Эмирал» (Emiral, 1915).
В 1919 году Барилли отправился в Рим, где был одним из основателей журнала «La Ronda». Сотрудничал с литературным журналом «L’Italia Letteraria».
В 1925 году подписал «Манифест фашистской интеллигенции», инициатором которого был Джованни Джентиле.
В 1929 году написал серию рассказов под названием «Il paese del melodramma»; он также опубликовал её во Франции в 1938 году.
Также являлся музыкальным критиком, написал ряд статей в журналах «La Concordia» (1915-16); «Il Tempo» (1917-22); «Corriere italiano» (1923-24); «Il Tevere» (1925-33); «Gazzetta del Popolo», «Risorgimento liberale», «L 'Unità» и других.
С 1939 по 1941 год был постоянным автором еженедельника «Oggi (Сегодня)» выходившим под редакцией Арриго Бенедетти.
Его сочинения, посвященные музыке и путешествиям, были опубликованы в сборниках под названием «Delirama» (1924); «Il sorcio nel violino» (1926); «Il paese del melodramma» (1931); «Lo spettatore stralunato: cronache cinematografiche»; «Il sole in trappola: diario del periplo dell’Africa» (1931); «Il paese del melodramma»; «Capricci di vegliardo» и др.